# Sigmatostalix papilio
Sigmatostalix papilio là một loài thực vật có hoa trong họ Lan. Loài này được Königer & R.Escobar miêu tả khoa học đầu tiên năm 1996.